# Jean Poczobut
Jean Poczobut, né le 20 juin 1936 à Romilly-sur-Seine et mort le 5 janvier 2017 à Gien-sur-Cure, est un dirigeant sportif français.

## Carrière
Au cours de sa carrière sportive, il a été :
- Entraîneur d'athlétisme de 1956 à 1977 au Stade de Reims athlétisme,
- Enseignant en E.P.S de 1962 à 1966,
- Entraîneur national de 1964 à 1977;
- Directeur technique national (DTN) de 1978 à 1984[3],
- Directeur adjoint de la préparation olympique de 1986 à 1990,
- Directeur de la préparation olympique[3] de 1990 à 1992,
- Président de la Ligue Champagne-Ardenne d'athlétisme, de 1988 à 1993,
- Vice-président de la Fédération française d'athlétisme de 1989 à 1993[3],
- Président de la Fédération française d'athlétisme de 1993[3] à 1997,
- Vice-président du Comité national olympique et sportif français de 1993 à 1997,
- Conseiller technique au cabinet de la ministre des Sports Marie-George Buffet de 1997 à 1999.

Il a été élu en 2003 (jusqu'en 2011) trésorier de l'Association internationale des fédérations d'athlétisme (IAAF) après avoir été membre du Conseil de l'IAAF à partir de 1995.